# Retrobant el passat
Retrobant el passat (títol original: Stealing Home) és una pel·lícula estatunidenca dirigida per Steven Kampmann i William Porter, estrenada l'any 1988. Ha estat doblada al català.

## Argument
Es tracta d'una comèdia dramàtica que explica la història d'un jove jugador de beisbol (Billy Wyatt) les qualitats esportives del qual l'orienten cap a la competició d'alt nivell. La mort del seu pare posarà fi als seus projectes. Una quinzena d'anys més tard la seva mare li revela que la seva millor amiga d'infantesa s'ha suïcidat. Billy es capbussa llavors en el passat en la recerca d'aquests éssers que estimava.

## Repartiment
- Mark Harmon: Billy Wyatt
- Blair Brown: Ginny Wyatt
- Jonathan Silverman: Teenage Alan Appleby
- Harold Ramis: Alan Appleby
- William McNamara: Teenage Billy Wyatt
- Richard Jenkins: Hank Chandler
- John Shea: Sam Wyatt
- Jodie Foster: Katie Chandler
- Christine Jones: Grace Chandler
- Beth Broderick: Lesley
- Jane Brucker: Sheryl
- Ted Ross: Bud Scott
- Miriam Flynn: Mrs. Parks
- Helen Hunt: Hope Wyatt